# Heinrich A G Tuch
Heinrich A G Tuch   (Gera, 4 de juliol de 1766 - Leipzig, 3 de juliol de 1821) va ser un cantant alemany (baix), compositor i editor de música.
Tuch va néixer com el fill d'un tintorer. Va rebre instrucció musical del Cantor de la Geraer Gymnasium Nathanael Gottfried Gruner.
La seva família va viure temporalment a Sangerhausen, on es va formar amb l'organista Johann Heinrich Rolle. Tornant a Gera, es convertia en un estudiant de Gruner una altra vegada. De 1786 va estudiar teologia i "belles Ciències" a Leipzig i va rebre de Johann Friedrich Doles lliçons de composició i lliçons en teoria de l'harmonia.
El 1788 va publicar la seva primera col·lecció de cançons. Des de 1790 va treballar en diversos teatres com a cantant, director musical i compositor. El 1795 va ser contractat com a baix i actor al "Fürstlich-Anhaltisch-Dessauische Schauspielergesellschaft". El 1799 va fundar la primera editorial de música a Dessau, en la qual va publicar principalment les seves pròpies obres. De 1816 va tenir una branca de la seva editorial a Leipzig, on també es va traslladar.

## Obres
- El dia feliç (a càrrec de Christian August vulpius), opereta
- Més enllà de diverses músiques en acció, àries individuals
- Gran funeral d'Aragó op. 40 sobre la mort heroica del Duc Frederic Guillem de Brunsvic.